# GOR Discos
GOR Discos, aussi appelé GOR Diskoak, est un label discographique indépendant espagnol, basé à Pampelune, Navarre. Il a été fondé en 1991 par les frères Marino, Antonio et Patxi Goñi. Au cours de son histoire, le label s'est spécialisé dans l'édition d'albums, en basque et en espagnol, de groupes de punk rock, de rock et de heavy metal qui débutent, en particulier dans la région de Navarre et ses environs.

## Histoire
En mai 1991, les frères Goñi, après avoir acquis de l'expérience dans le monde de la musique en travaillant pour les labels Soñua et Oihuka, décident de créer leur propre label discographique.

« Il y a eu un moment où je me suis rendu compte qu'on ddevait prendre plus de risques dans la production et, d'autre part, c'était l'époque où de nombreux groupes décidaient de créer leurs propres labels, comme Esan Ozenki, Zika Records ou Aketo, de Hertzainak. Tout ça nous a amenés, mes frères (Antonio et Patxi) et moi-même, à décider de quitter Oihuka et de créer notre propre label, Gor. Un label avec lequel on a commencé à tout faire, depuis l'enregistrement du disque jusqu'à sa commercialisation. Le premier groupe qu'on a signé chez Gor a été Urtz, mais plus tard sont arrivés Parabellum, Manolo Kabezabolo, Los Huajolotes et Berri Txarrak, parmi beaucoup d'autres, bien sûr. »

— Marino Goñi en 2016
Depuis sa création, le catalogue du label, qui compte plus de 250 références, a vu les débuts discographiques de groupes tels que Berri Txarrak, Manolo Kabezabolo, Urtz, Exkixu, Ken Zazpi, Leihotikan, Flitter, Koma,, Skalariak, Zea Mays, Lendakaris Muertos, Vendetta, Hesian ou Balerdi Balerdi. Ils plus tard travaillé pour Los Ganglios, Los Carniceros del Norte, Altxatu, The Icer Company, Yogurinha Borova, Los del Rayo ou Goienetxe Anaiak.
En 2016, pour commémorer leurs 25 ans d'activité, ils publient un double album avec 25 chansons en basque et 25 chansons en espagnol qui condense leurs années d'activité. Ils ont également organisé une fête d'anniversaire à la Sala Zentral de Pampelune présentée par Yogurinha Borova et avec des performances de groupes du label tels que Los del Rayo, Altxatu, Lehiotikan et Los Carniceros del Norte.